# Arenzville (Illinois)
Arenzville est un village du comté de Cass dans l'Illinois, aux États-Unis,. Il est incorporé le 13 mai 1893. Il est baptisé en référence à Francis Arenz, fondateur du village, installé dans la région dès 1827.

## Démographie
Lors du recensement de 2010, le village comptait une population de 409 habitants. Elle est estimée, en 2016, à 385 habitants.

## Source de la traduction
- (en) Cet article est partiellement ou en totalité issu de l’article de Wikipédia en anglais intitulé « Arenzville, Illinois » (voir la liste des auteurs).